# Karin Telser
Karin Doris Telser (Cermes, 23 aprile 1966) è un'ex pattinatrice artistica su ghiaccio italiana.

## Biografia
Nata nel 1966 a Cermes, in Alto Adige, è madre di Stefanie Pechlaner, anche lei pattinatrice artistica su ghiaccio.
Dopo 2 apparizioni ai Mondiali juniores nel 1977 e 1979, a 17 anni ha partecipato ai Giochi olimpici di Sarajevo 1984 nel singolo, arrivando 15ª.
In carriera ha preso parte, sempre nel singolo, a 3 edizioni dei Mondiali (Copenaghen 1982, 26ª, Helsinki 1983, 16ª e Ottawa 1984, 13ª) e 4 degli Europei (Innsbruck 1981, 13ª, Lione 1982, 18ª, Dortmund 1983, 11ª e Budapest 1984, 8ª).
Nel 1983 è stata medaglia di bronzo nel singolo femminile al Nebelhorn Trophy.
Ai campionati italiani è stata campionessa nel singolo femminile per 4 edizioni consecutive, dal 1981 al 1984.
Ha chiuso la carriera nel 1984, a 18 anni. Dopo il ritiro è diventata allenatrice, all'Ice Dream di Merano.

## Risultati
| Internazionali            | Internazionali | Internazionali | Internazionali | Internazionali |
| Evento                    | 1980–81        | 1981–82        | 1982–83        | 1983–84        |
| ------------------------- | -------------- | -------------- | -------------- | -------------- |
| Giochi olimpici invernali |                |                |                | 15°            |
| Campionati mondiali       |                | 26°            | 16°            | 13°            |
| Campionati europei        | 13°            | 18°            | 11°            | 8°             |
| Nebelhorn Trophy          |                |                |                | 3°             |
| Nazionali                 |                |                |                |                |
| Campionati italiani       | 1°             | 1°             | 1°             | 1°             |